# تعارض قوانین

## مقدمه
تعارض قوانین یکی از مباحث مهم حقوق بین‌الملل خصوصی است. هنگامی که یک رابطه حقوق خصوصی به سبب وجود یک یا چند عنصر خارجی، مانند تابعیت خارجی یکی از طرفین رابطه، با قوانین دو یا چند کشور ارتباط یابد و قوانین این کشورها نسبت به آن رابطه دارای حکم یکسانی نباشند، مسئله تعارض قوانین پیش می‌آید.

برای مثال فرض کنید یک زن و مرد فرانسوی که در ایران اقامت دارند می‌خواهند در کشور ما (ایران) ازدواج کنند، در اینجا ما با یک مسئله تعارض قوانین مواجه هستیم چون از سویی مسئله، به واسطه فرانسوی بودن بودن زن و مرد به کشور فرانسه ارتباط پیدا می‌کند و از سوی دیگر به ایران مربوط می‌شود، زیرا زن و مرد در ایران اقامت دارند؛ چنانچه ملاحظه می‌کنیم در این فرض باید دید شرایط و آثار این ازدواج تابع چه قانونی است؛ با توجه به مادهٔ ۷ قانون مدنی ایران: 
اتباع خارجه مقیم در خاک ایران از حیث مسائل مربوط به احوال شخصیه و اهلیت خود و همچنین از حیث حقوق ارثیه در حدود معاهدات مطیع قوانین و مقررات دولت متبوع خود خواهند بود. 
با توجه به این ماده مشخص می‌شود که ازدواج این دو زن و مرد فرانسوی تابع قانون مملکت متبوع خودشان (فرانسه) خواهد بود، چون ازدواج جزو احوال شخصیه است.

## عوامل پیدایش تعارض قوانین
1. توسعهٔ روابط و مبادلات بین‌الملل: در دورانی که افراد بیش‌تر در چهاردیواری کشور خود محصور بودند، مسئله تعارض قوانین به ندرت مطرح می‌شد؛ اما همین که امکان گسترش روابط خصوصی افراد در زندگی بین‌المللی به وجود آمد و دولت‌ها نیز به توسعه مبادلات بین‌المللی مبادرت کردند، پیدایش و توسعه تعارض قوانین امکان‌پذیر شد.
2. اغماض قانونگذار ملی و امکان اجرای قانون خارجی: اگر قانونگذار ملی فقط قانون کشور خود را صلاحیتدار بداند و قاضی نیز همیشه مکلف باشد که قانون کشور متبوع خود را به مرحلهٔ اجرا درآورد دیگر مسئله تعارض قوانین مطرح نخواهد شد،
3. وجود تفاوت بین قوانین داخلی کشورها: اگر در خصوص یک مسئله حقوقی واحد که با دو یا چند کشور ارتباط پیدا می‌کند در قوانین داخلی این کشورها احکام متفاوتی وجود داشته باشد مسئله تعارض قوانین به وجود می‌آید؛ نه اینکه همه کشورها برای آن مسئله واحد که قانون یکسان داشته باشند.[۲]

## احاله
ماده ۹۷۳ قانون مدنی:
اگر قانون خارجه که باید مطابق ماده ۷ جلد اول این قانون یا برطبق مواد فوق رعایت گردد به قانون دیگری احاله داده باشد محکمه مکلف به رعایت این احاله نیست مگر اینکه احاله به قانون ایران شده باشد.
فرض کنیم زن و شوهری مقیم ایران هستند و تبعه انگلیس، این زوج درخواست طلاق می‌دهند در این حالت قانون ایران طبق ماده ۷ قانون مدنی حل مسئله را تابع قانون داخلی انگلیس می‌داند و در مقابل انگلیس حل این مسئله را تابع محل اقامت آنان یعنی ایران (قانون ایران) می‌داند.
1. احاله درجه اول: احاله ای است که قانون کشور خارجی به قانون کشوری می‌کند که مسئله در آنجا مطرح است، مثل مثال بالا. که در این صورت این احاله توسط قانون ایران پذیرفته می‌شود و طلاق طبق قانون ایران اجرا می‌شود.
2. احاله درجه دوم: احاله‌ای است که قانون کشور خارجی به قانون کشور ثالثی می‌کند که این احاله در قانون ایران پذیرفته نیست.